# Хеге, Эрнст
Эрнст Хе́ге (нем. Ernst Hege) — немецкий кёрлингист.
В составе мужской сборной ФРГ участник чемпионата мира 1970 (заняли шестое место).
Играл на позиции третьего.

## Команды
| Сезон   | Четвёртый       | Третий     | Второй      | Первый         | Турниры           |
| ------- | --------------- | ---------- | ----------- | -------------- | ----------------- |
| 1969—70 | Манфред Рёдерер | Эрнст Хеге | Петер Якоби | Хансйорг Якоби | ЧМ 1970 (6 место) |

(скипы выделены полужирным шрифтом)